# Hiéroglyphe égyptien G33
Le héron garde-bœufs, en hiéroglyphes égyptiens, est classifié dans la section G « Oiseaux » de la liste de Gardiner ; il y est noté G33. 

## Représentation
Il représente un héron garde-bœufs (Bubulcus ibis). Il est translittéré sdȝ.

## Utilisation
| s | d | A | G33 | Z1 |

| s | d | A | G33 | Z1 |

d'où découle son utilisation en tant que phonogramme trilitère de valeur sdȝ.